# Narciso Perales
Narciso Perales Herrero (La Línea de la Concepción, 3 de septiembre de 1914 - Madrid, 18 de junio de 1993) fue un político y activista español, de ideología falangista. Tuvo un papel activo durante el primer franquismo.
Médico de profesión, fue miembro de la Falange prácticamente desde su fundación. Se destacó por sus actividades violentas durante el período de la Segunda República y tendría un papel relevante en la Guerra civil, donde desempeñaría algunos cargos orgánicos en el seno del partido único. Durante la Dictadura Franquista mantuvo una postura disidente frente a la línea oficial del régimen, si bien continuaría militando en pequeños grupos de corte falangista en el tardofranquismo. 

## Biografía

### Juventud y primeros años
Nacido en 1914 en la localidad gaditana de La Línea de la Concepción, a los 19 años ingresó —a través de un amigo, Juan José Domínguez— en el Movimiento Español Sindicalista (MES). El MES fue la organización embrionaria de la Falange Española (FE), fundada a finales de 1933 por José Antonio Primo de Rivera. Unos meses después esta se uniría con las JONS, pasando a denominarse Falange Española de las JONS. Perales, que fue uno de los primeros miembros de Falange, destacaría por sus actividades violentas durante el periodo de la Segunda República. Llegaría a ser condecorado por José Antonio Primo de Rivera con la Palma de Plata.
Cuando se produjo el estallido de la Guerra civil en julio de 1936 se encontraba en Granada, donde tuvo un destacado papel. Al parecer gracias a la intervención personal de Perales el poeta falangista Luis Rosales —que había escondido en su casa a Federico García Lorca— evitó sufrir en carne propia la represión y, probablemente, salvó la vida. Durante esta época también dirigió el diario falangista Azul en Córdoba. En febrero de 1938 fue nombrado delegado extraordinario de FET y de las JONS en Granada, con el objetivo de poner orden en la organización provincial. Unos meses después, en junio, se incorporó como voluntario al frente de Teruel.

### Dictadura franquista
Ya en 1938, Perales había mantenido algunas divergencias políticas con la dirección de FET y de las JONS. En 1939 sería detenido por la policía —junto a los «camisas viejas» Eduardo Ezquer y Tito Meléndez— bajo la acusación de haber intentado formar una «Falange Auténtica». Perales, que negó su responsabilidad en los hechos, seguiría intentando articular grupos falangistas de oposición a la línea oficial, sin éxito. Esta actitud de rebeldía, sin embargo, no fue impedimento para que aceptase el desempeño de cargos políticos importantes: en 1941 fue nombrado jefe provincial de FET y de las JONS en León, tras haberse aproximado al ala serranista del partido único. También fue gobernador civil de León, entre 1941 y 1942. En calidad de tal, Perales realizaría varias gestiones para intentar conseguir el indulto de Juan José Domínguez Muñoz, condenado a muerte por su implicación en el atentado de Begoña. Los esfuerzos no tuvieron ningún efecto y Domínguez fue finalmente fusilado el 3 de septiembre de 1942. En respuesta, Perales dimitió de su cargo como gobernador civil. El régimen, por su parte, respondió ordenando su confinamiento.
A finales de la década de 1940 lideró junto al falangista Patricio González de Canales la llamada «Alianza Sindicalista», pequeño grupo formado por una treintena de falangistas disidentes que mantendría una cierta actividad hasta la década de 1950. Según señalaría posteriormente Ramón Serrano Suñer, durante el llamado «Putsch de Argel» contra el presidente francés Charles de Gaulle (en 1961), Perales habría sido uno de los principales contactos del general Raoul Salan en España.
En paralelo, continuó con su carrera profesional como médico. Colaborador de la Organización Internacional del Trabajo (OIT), durante varios años llegaría a ejercer como vicepresidente de la Comisión Internacional Permanente para la Medicina del Trabajo. En 1955 fue uno de los fundadores de la Sociedad Española de Medicina y Seguridad del Trabajo (SEMST), de la que después sería nombrado presidente permanente. Asimismo, fue docente en Escuela de Medicina del Trabajo, entre 1957 y 1958.
En 1963 fue uno de los fundadores del Frente de Estudiantes Sindicalistas (FES) junto a Sigfredo Hillers, Ceferino Maestú y Juan Diego. No obstante, a medida que avanzó la década surgieron fuertes disidencias entre Hillers, Perales y Maestú. Perales terminaría escindiéndose y formó el pequeño «Frente Nacional del Trabajo», que en 1965 adoptaría el nombre de Frente Sindicalista Revolucionario (FSR). Al año siguiente el antiguo líder falangista Manuel Hedilla ingresó en el FSR, aunque sería de forma efímera, ya que Hedilla no tardó en disentir de la línea ideológica de Perales; tras romper con él en 1968, Hedilla acabaría formando su propio grupo.
Durante la década de 1960 llegó a dirigir en Barcelona la revista Juanpérez, editada por su cuñado José Llorens —antiguo miembro de la División Azul—. La revista, fundada en 1964, llegó a mantener una línea editorial de corte anticomunista, filo-nazi, filo-fascista y antisemita, llegando a negar decididamente el Holocausto judío.

### Últimos años
En 1976 abandonó el FSR para ingresar en la recién constituida Falange Española «auténtica», formación que lideraría junto a Miguel Hedilla y Pedro Conde. En el seno de la organización, el 20 de noviembre de 1976 fue elegido como «III Jefe Nacional», en teórica sucesión a José Antonio Primo de Rivera y Manuel Hedilla. La Falange Auténtica mantuvo desde muy pronto agrias disputas con la Falange Española de las JONS dirigida por Raimundo Fernández-Cuesta.
Narciso Perales falleció en Madrid el 18 de junio de 1993.